# Бедрийка
Бедрийка — река в Украине, левый приток реки Уж, протекающий по Коростенскому району Житомирской области.

## География
Длина — 9 км. Является магистральным каналом осушительной системы. Служит водоприёмником системы каналов. Большая часть русла, кроме нижнего течения, выпрямлено в канал (канализировано) шириной 9 м и глубиной 2 м.
Берёт начало юго-восточнее села Михайловка. Река течёт на юго-восток. Впадает в реку Уж (на 208,5-м км от её устья) непосредственно восточнее посёлка Новая Ушица.
Пойма частично занята в нижнем течении лесам.
Населённые пункты на реке (от истока к устью):
Коростенский район — Коростенская городская община
1. Першотравневое
2. Гулянка
3. посёлок Новая Ушица